# Vuilbroed
Vuilbroed is een verzamelnaam voor verschillende door bacteriën veroorzaakte bijenziekten. De bacterie Melissococcus pluton veroorzaakt Europees vuilbroed terwijl Amerikaans vuilbroed wordt veroorzaakt door de bacterie Paenibacillus larvae.
De bacteriën veranderen de larve van de honingbij in een slijmerige, rottende massa die het gehele volk kan aantasten. Besmette volken moeten dan ook geruimd worden en het constateren van deze ziekte is aangifteplichtig. Dit betekent dat een bijenhouder wettelijk verplicht is om een uitbraak te melden aan de bevoegde instanties. In juni 2014 werd een uitbraak van Amerikaans vuilbroed vastgesteld in België. En in augustus 2014 werd bekend dat er in het Nederlandse Zuidlaren Amerikaans vuilbroed was uitgebroken. In juni 2015 werd bekendgemaakt dat er lokale maatregelen zijn getroffen in Limburg, na wederom een vastgestelde uitbraak in het Limburgse Berg en Terblijt.